# Virtual XI World Tour
Virtual XI World Tour – trasa koncertowa heavymetalowej formacji Iron Maiden, która rozpoczęła się koncertem w Norwich 22 kwietnia 1998 zaś zakończyła w Buenos Aires 12 grudnia 1998 roku, trasa objęła 30 państw. Inspiracją dla tytułu trasy, jak i formy promocji albumu Virtual XI, opartej na towarzyskich meczach piłki nożnej „Virtual XI vs. Guests”, były przypadające na lato „Mistrzostwa Świata w Piłce Nożnej 1998”. Podobnie jak już miało to miejsce w trakcie trasy po Stanach Zjednoczonych w 1996 i tym razem kilkanaście koncertów zostało odwołanych w związku z problemami zdrowotnymi (alergia i zapalenie strun głosowych) wokalisty Blaze’a Bayleya Była to również ostatnia trasa Iron Maiden z Bayleyem jako wokalistą. Rok później Bruce Dickinson wrócił do zespołu po sześciu latach rozłąki.
Zgodnie z zapowiedziami muzyków, trasa „Virtual XI World Tour 1998” objęła cały glob i w założeniu miała stanowić powrót do estradowej widowiskowości, z jakiej Iron Maiden słynęli w minionej dekadzie. W wielu przypadkach jednak zamiary managementu weryfikowały rozmiary obiektów, w jakich formacja grała w Wielkiej Brytanii, USA czy Japonii, zazwyczaj mieszczących do zaledwie kilku tysięcy widzów. Jednak w wielu miastach muzycy zagrali w dziesięciotysięcznych obiektach i na stadionach, jak miało to miejsce np. podczas koncertów w Ameryce Łacińskiej, Hiszpanii czy we Włoszech. Ostatni koncert trasy odbył się w Argentynie i zgromadził 70 tys. widzów. Zespół wystąpił jako gwiazda „Monsters Of Rock Festival 1998”. Warto odnotować, iż we wrześniu Iron Maiden znów pojawili się w Polsce, w katowickim Spodku
Firma „Synthetic Dimensions” pracowała już wówczas nad grą komputerową, opartą na grafikach i scenach sytuacyjnych znanych z okładek poszczególnych albumów formacji. Ostatecznie gra Ed Hunter, choć anonsowana wraz z premierą jedenastego albumu studyjnego grupy, ukazała się rok później. Zespół po raz pierwszy pojawił się w Turcji oraz na Malcie. Trasa ostatecznie przyciągnęła około 1,65 mln fanów, wliczając w to odwołane, lecz uprzednio wyprzedane wcześniej koncerty.

## Supporty
- Helloween – Europa, Ameryka Południowa[8].
- Dio – Stany Zjednoczone, Kanada[8].
- Slayer – Argentyna[8].
- Soulfly – Argentyna[8].
- W.A.S.P. – Stany Zjednoczone, Kanada[8].
- Gamma Ray – Hamburg[8].
- Tribe of Gypses – Los Angeles[8].
- Dog Family – Polska[8].
- Dirty Deeds – Kanada, Europa, Stany Zjednoczone[8].
- Angels del Inferno – Meksyk[8].
- Raimundos – Brazylia[8].

## Setlista
- Introducja: „Dance of the Knights” (Prokofiew), fragment kompozycji „Romeo i Julia”, na wszystkich koncertach trasy.

1. „Futureal” (z albumu Virtual XI, 1998)
2. „The Angel and the Gambler” (z albumu Virtual XI, 1998)
3. „Man on the Edge” (z albumu The X Factor, 1995)
4. „Lightning Strikes Twice” (z albumu Virtual XI, 1998)
5. „Heaven Can Wait” (z albumu Somewhere in Time, 1986)
6. „The Clansman” (z albumu Virtual XI, 1998)
7. „When Two Worlds Collide” (z albumu Virtual XI, 1998)
8. „Lord of the Flies” (z albumu The X Factor, 1995)
9. „2 Minutes to Midnight” (z albumu Powerslave, 1984)
10. „The Educated Fool” (z albumu Virtual XI, 1998)
11. „Sign of the Cross” (z albumu The X Factor, 1995)
12. „Hallowed Be Thy Name” (z albumu The Number of the Beast, 1982)
13. „Afraid to Shoot Strangers” (z albumu Fear of the Dark, 1992)
14. „The Evil That Men Do” (z albumu Seventh Son of a Seventh Son, 1988)
15. „The Clairvoyant” (z albumu Seventh Son of a Seventh Son, 1988)
16. „Fear of the Dark” (z albumu Fear of the Dark, 1992)
17. „Iron Maiden” (z albumu Iron Maiden, 1980)

Bisy:
1. „The Number of the Beast” (z albumu The Number of the Beast, 1982)
2. „The Trooper” (z albumu Piece of Mind, 1983)
3. „Sanctuary (singel)” (z albumu Iron Maiden, 1980)

Uwagi:
- Podczas specjalnego koncertu dla członków fan klubu w Norwich, zespół rozszerzył set listę o siedem dodatkowych kompozycji: „Lord of the Flies”, „Blood on the World’s Hands”, „The Aftermath”, „Sign of the Cross”, „Murders in the Rue Morgue” oraz „Wrathchild”. Koncert trwał 185 minut, był zarazem najdłuższym w historii formacji[9].
- Utwory: „Murders in the Rue Morgue” (z albumu Killers, 1981), „Fortunes of War” (z albumu The X Factor, 1995) oraz „Don’t Look to the Eyes of a Stranger” (z albumu Virtual XI, 1998) były wykonywane tylko podczas wybranych koncertów[9].
- Trasa była ostatnią w historii formacji, podczas której zaprezentowano „Fortunes of War” czy lwią cześć materiału z albumu Virtual XI wyłączając kompozycje „Futureal” i „The Clansman”[9].
- Utwory: „The Educated Fool”, „Lord Of The Flies” oraz „The Clairvoyant” najczęściej pomijano, zazwyczaj podczas amerykańskich koncertów, natomiast „Sign Of The Cross” nie wykonywano na pierwszych koncertach trasy[9].
- Podczas koncertu w Rio De Janeiro, 2 grudnia 1998, zespół nie wykonał 3 utworów które zwykle grywał na bis. [10]

## Oprawa trasy

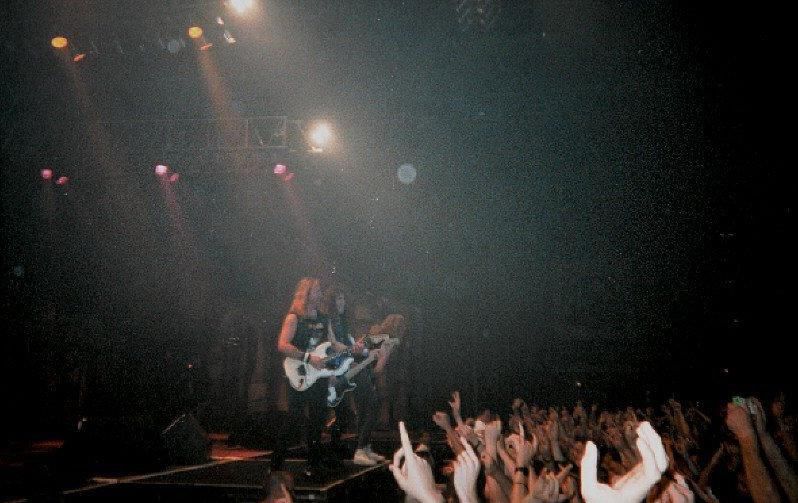
Trasa „Virtual XI 1998”

Podczas kilku minionych tras (1990 – 1993), Iron Maiden zrezygnowali z wyszukanej oprawy koncertów na korzyść bezpośredniej prezentacji muzycznej, tym razem postanowiono kontynuować ideę konceptualnej scenografii, zainspirowanej grafikami zamieszczonymi w booklecie promowanego albumu oraz wykorzystania rozmaitych efektów wizualnych. Pod tym względem trasa miała być najlepszą od dekady. Estrada zbudowana na potrzeby tournee, została udekorowana elementami konstrukcyjnymi, zobrazowanymi w booklecie promowanej płyty. Na deskach sceny znalazło się tworzywo z wizerunkiem wulkanicznej lawy i jęzorów ognia, górne podium sceny i standy boczne osłaniały reprodukcje witryn, okiennic i witraży twierdzy znanej z planu gry Ed Hunter, część z nich było specjalnie podświetlanych, umieszczono w nich również rzutniki i reflektory punktowe.
W głębi sceny zmieniały się barwne kotary z ilustracjami znanymi z promowanych singli i oprawy graficznej promowanego albumu. Wykorzystano je również jako ekrany, na które rzutowano z projektora rozmaite wizualizacje. Na potrzeby trasy zakupiono nowe, nowocześniejsze nagłośnienie oraz oświetlenie, złożone z dziewięciu ramp (siedem mobilnych zawisło nad samą estradą), wewnątrz których znalazło się około 600 reflektorów, stroboskopów, rzutników i halogenów. Tradycyjnie, maskotka grupy pojawiała dwukrotnie się w trakcie każdego koncertu. W wersji mobilnej, ponad trzymetrowy Eddie przemierzał scenę w piłkarskim kostiumie. Tzw. „Big Eddie” pojawiał się (również tradycyjnie) w trakcie prezentacji utworu „Iron Maiden”. Z obu skrzydeł estrady wyłaniały się ogromne, uzbrojone w szpony dłonie (ich pierwowzór został zobrazowany na ilustracji albumu Virtual XI), zdające się obejmować całą scenę, natomiast zestaw perkusyjny i górne podium estrady, zdawała się „połykać” ogromna głowa monstrum, znanego z okładki promowanej płyty.
Widowisko, jakie muzycy stworzyli w 1998 roku, wydawało się być niemal żywcem wyjęte z konwencji koncertowych spektakli minionej dekady, należało jednocześnie do najlepszych od lat. W przypadku wielu koncertów muzycy zostali zmuszeni do okrojenia spektaklu o wiele atrakcyjnych elementów (np. cześć oświetlenia, „Big Eddie”), ze względu na wymiary bardziej kameralnych obiektów. Jak twierdził Mick Wall, biograf zespołu – koncerty w pełnej oprawie nie mogły nie robić wrażenia.

## Mecze Virtual XI
Jedenasty album studyjny formacji Virtual XI, ukazał się wiosną 1998 r. Poprzedzała go niecodzienna akcja promocyjna. Iron Maiden stworzyli drużynę futbolową, złożoną z samych muzyków i takich gwiazd futbolu, jak: Ian Wright, Stuart Pearce, Marc Overmars, Patrick Vieira, Paul Gascoigne, Faustino Asprilla – prywatnie przyjaciół grupy, którzy rozgrywali mecze z ekipami dziennikarzy na stadionach wyselekcjonowanych państw, poszczególne spotkania oglądało po kilka tysięcy kibiców. Mecze „Wirtualna 11 vs. Goście” rozegrano m.in. w Sztokholmie, Madrycie, Paryżu, Mediolanie. Poszczególne spotkania kończyły się druzgoczącymi zwycięstwami „Jedenastki Iron Maiden”, co w kontekście gwiazdorskiego składu drużyny nie mogło dziwić. Całe przedsięwzięcie, tytuł albumu i trasy koncertowej były nawiązaniem do przypadających na lipiec 1998 Mistrzostw Świata w Piłce Nożnej. Muzycy formacji, zwłaszcza Steve Harris są zapalonymi kibicami tej dyscypliny sportu.

## Daty trasy
UWAGA! w wyniku aktualizacji danych, nazwy obiektów nie muszą się pokrywać ze stanem pierwotnym, znanym z materiałów prasowych grupy.
| Data                                  | Miasto                                | Kraj                                  | Obiekt                                |
| The Angel and The Gamblers World Tour | The Angel and The Gamblers World Tour | The Angel and The Gamblers World Tour | The Angel and The Gamblers World Tour |
| ------------------------------------- | ------------------------------------- | ------------------------------------- | ------------------------------------- |
| 22 kwietnia 1998                      | Norwich                               | Anglia                                | The Oval P.H. (Secret Show)           |
| Europa                                |                                       |                                       |                                       |
| 26 kwietnia 1998                      | Lille                                 | Francja                               | Zénith de Lille                       |
| 27 kwietnia 1998                      | Nancy                                 | Francja                               | Le Zénith                             |
| 29 kwietnia 1998                      | Genua                                 | Włochy                                | Palasport di Genova                   |
| 30 kwietnia 1998                      | Florencja                             | Włochy                                | Nelson Mandela Forum                  |
| 2 maja 1998                           | Pesaro                                | Włochy                                | Adriatic Arena                        |
| 3 maja 1998                           | Rzym                                  | Włochy                                | PalaEur                               |
| 5 maja 1998                           | Mediolan                              | Włochy                                | PalaVobis                             |
| 6 maja 1998                           | Triest                                | Włochy                                | Unipol Arena                          |
| 8 maja 1998                           | Böblingen                             | Niemcy                                | Sporthalle Böblingen                  |
| 9 maja 1998                           | Hanower                               | Niemcy                                | Sporthalle                            |
| 10 maja 1998                          | Düsseldorf                            | Niemcy                                | Philipshalle                          |
| 12 maja 1998                          | Paryż                                 | Francja                               | Le Zénith Amphitheatre                |
| 13 maja 1998                          | Leuven                                | Belgia                                | Brabanthal                            |
| 14 maja 1998                          | Rotterdam                             | Holandia                              | Hala Ahoy                             |
| 16 maja 1998                          | Londyn                                | Anglia                                | Brixton Academy                       |
| 19 maja 1998                          | Madryt                                | Hiszpania                             | Real Madrid Arena                     |
| 20 maja 1998                          | Cascais                               | Portugalia                            | Cascais Pavilion                      |
| 22 maja 1998                          | Ourense                               | Hiszpania                             | Futbol Stadion                        |
| 23 maja 1998                          | Laguna de Duero                       | Hiszpania                             | Bullring Auditorium                   |
| 24 maja 1998                          | San Sebastián                         | Hiszpania                             | Estadio Anoeta                        |
| 26 maja 1998                          | Walencja                              | Hiszpania                             | Velodromo Luis Puig                   |
| 27 maja 1998                          | Pau                                   | Francja                               | Le Zénith Pau                         |
| 28 maja 1998                          | Montpellier                           | Francja                               | Le Zénith Montpellier                 |
| 30 maja 1998                          | Ta’ Qali                              | Malta                                 | Open Air Festival                     |
| Ameryka Północna                      |                                       |                                       |                                       |
| 26 czerwca 1998                       | Chicago, Illinois                     | Stany Zjednoczone                     | Riviera Theater                       |
| 27 czerwca 1998                       | Columbus, Ohio                        | Stany Zjednoczone                     | Brewery District Pavilion             |
| 28 czerwca 1998                       | Hamilton, Ontario                     | Kanada                                | Copps Coliseum                        |
| 30 czerwca 1998                       | Kalamazoo, Michigan                   | Stany Zjednoczone                     | Wings Stadium                         |
| 1 lipca 1998                          | Clarkston, Michigan                   | Stany Zjednoczone                     | Pine Knob Theater                     |
| 2 lipca 1998                          | Cleveland, Ohio                       | Stany Zjednoczone                     | Nautica Pavillion                     |
| 4 lipca 1998                          | Montreal, Quebec                      | Kanada                                | Stade du Maurier                      |
| 5 lipca 1998                          | Quebec, Quebec                        | Kanada                                | L’Agora Amphitheatre                  |
| 7 lipca 1998                          | Nowy Jork                             | Stany Zjednoczone                     | Roseland Ballroom                     |
| 10 lipca 1998                         | San Antonio, Teksas                   | Stany Zjednoczone                     | Blue Bonnet Palace                    |
| 11 lipca 1998                         | San Benito, Teksas                    | Stany Zjednoczone                     | The Road House                        |
| 12 lipca 1998                         | Dallas, Teksas                        | Stany Zjednoczone                     | Starplex Amphitheater                 |
| 14 lipca 1998                         | Phoenix, Arizona                      | Stany Zjednoczone                     | Club Rio                              |
| 15 lipca 1998                         | Las Vegas, Nevada                     | Stany Zjednoczone                     | The Joint                             |
| 16 lipca 1998                         | Universal City, Kalifornia            | Stany Zjednoczone                     | Universal Amphitheater                |
| 18 lipca 1998                         | San Diego, Kalifornia                 | Stany Zjednoczone                     | S.D.S.U. Open Air Theater             |
| 19 lipca 1998                         | San Francisco, Kalifornia             | Stany Zjednoczone                     | Maritime Hall                         |
| 22 lipca 1998                         | Denver, Kolorado                      | Stany Zjednoczone                     | Paramount Theater                     |
| 24 lipca 1998                         | Medina, Minnesota                     | Stany Zjednoczone                     | Medina Entertainment Center           |
| 25 lipca 1998                         | Milwaukee, Wisconsin                  | Stany Zjednoczone                     | Modjeska Theatre                      |
| 26 lipca 1998                         | Cincinnati, Ohio                      | Stany Zjednoczone                     | Bogart’s                              |
| 28 lipca 1998                         | Waszyngton, D.C.                      | Stany Zjednoczone                     | The Capitol Ballroom                  |
| 29 lipca 1998                         | Baltimore, Maryland                   | Stany Zjednoczone                     | Michael’s 8th Avenue                  |
| 31 lipca 1998                         | Filadelfia, Pensylwania               | Stany Zjednoczone                     | Electric Factory                      |
| 1 sierpnia 1998                       | Hartford, Connecticut                 | Stany Zjednoczone                     | Webster Theater                       |
| 2 sierpnia 1998                       | Universal City, Kalifornia            | Stany Zjednoczone                     | Universal Amphitheater                |
| 3 sierpnia 1998                       | Atlanta, Georgia                      | Stany Zjednoczone                     | Electric Factory                      |
| 4 sierpnia 1998                       | San Diego, Kalifornia                 | Stany Zjednoczone                     | S.D.S.U. Open Air                     |
| 5 sierpnia 1998                       | Old Bridge, New Jersey                | Stany Zjednoczone                     | Birch Hill Nite Club                  |
| 7 sierpnia 1998                       | Monterrey                             | Meksyk                                | Auditorio Coca-Cola                   |
| 9 sierpnia 1998                       | Meksyk                                | Meksyk                                | Palacio Deportes                      |
| 10 sierpnia 1998                      | Meksyk                                | Meksyk                                | Palacio Deportes                      |
| 13 sierpnia 1998                      | San Pedro Sula                        | Honduras                              | Estadio Olímpico Metropolitano        |
| Europa                                |                                       |                                       |                                       |
| 4 września 1998                       | Ateny                                 | Grecja                                | Lycabettus Theatre                    |
| 5 września 1998                       | Saloniki                              | Grecja                                | Forrest Theatre                       |
| 7 września 1998                       | Stambuł                               | Turcja                                | Cemil Topuzlu Açıkhava                |
| 8 września 1998                       | Stambuł                               | Turcja                                | Cemil Topuzlu Açıkhava                |
| 11 września 1998                      | Budapeszt                             | Węgry                                 | E-Klub                                |
| 12 września 1998                      | Katowice                              | Polska                                | Spodek Arena                          |
| 13 września 1998                      | Praga                                 | Czechy                                | Praga Sports Hall                     |
| 15 września 1998                      | Monachium                             | Niemcy                                | Colosseum Arena                       |
| 16 września 1998                      | Fürth                                 | Niemcy                                | Stadthalle Fürth                      |
| 18 września 1998                      | Erfurt                                | Niemcy                                | Thüringen Halle                       |
| 19 września 1998                      | Hamburg                               | Niemcy                                | Sporthalle                            |
| 20 września 1998                      | Kopenhaga                             | Dania                                 | Vega                                  |
| 23 września 1998                      | Helsinki                              | Finlandia                             | Helsinki Ice Hall                     |
| 25 września 1998                      | Sztokholm                             | Szwecja                               | Isstadion                             |
| 27 września 1998                      | Essen                                 | Niemcy                                | Grugahalle                            |
| 28 września 1998                      | Berlin                                | Niemcy                                | Colombia Halle                        |
| 29 września 1998                      | Halle                                 | Niemcy                                | Easy Schorre                          |
| 1 października 1998                   | Offenbach am Main                     | Niemcy                                | Stadthalle                            |
| 2 października 1998                   | Winterthur                            | Szwajcaria                            | Eulachalle                            |
| 3 października 1998                   | Miluza                                | Francja                               | Palais des Sports                     |
| 5 października 1998                   | Besançon                              | Francja                               | Palais des Sports                     |
| 6 października 1998                   | Lyon                                  | Francja                               | Le Transbordeur                       |
| 8 października 1998                   | Saragossa                             | Hiszpania                             | Príncipe Felipe Arena                 |
| 9 października 1998                   | Albacete                              | Hiszpania                             | Bullring Arena                        |
| 10 października 1998                  | Dos Hermanas                          | Hiszpania                             | Campo de Fútbol                       |
| 13 października 1998                  | Nicea                                 | Francja                               | Auditorio de Verdure                  |
| 14 października 1998                  | Pau                                   | Francja                               | Le Zénith Pau                         |
| 15 października 1998                  | Clermont-Ferrand                      | Francja                               | Maison des Sports                     |
| 17 października 1998                  | Manchester                            | Anglia                                | Manchester Apollo                     |
| 18 października 1998                  | Newcastle                             | Anglia                                | City Hall                             |
| 19 października 1998                  | Glasgow                               | Szkocja                               | Barrowlands                           |
| 21 października 1998                  | Nottingham                            | Anglia                                | Royal Concert Hall                    |
| 22 października 1998                  | Wolverhampton                         | Anglia                                | Civic Hall                            |
| 23 października 1998                  | Newport                               | Walia                                 | Newport Centre                        |
| 25 października 1998                  | Sheffield                             | Anglia                                | Sheffield City Hall                   |
| 26 października 1998                  | Portsmouth                            | Anglia                                | Portsmouth Guildhall                  |
| Azja                                  |                                       |                                       |                                       |
| 18 listopada 1998                     | Tokio                                 | Japonia                               | Shibuya Public Hall                   |
| 20 listopada 1998                     | Nagoja                                | Japonia                               | Diamond Hall                          |
| 21 listopada 1998                     | Osaka                                 | Japonia                               | IMP Hall                              |
| 22 listopada 1998                     | Tokio                                 | Japonia                               | Sun Plaza Hall                        |
| Ameryka Południowa                    |                                       |                                       |                                       |
| 2 grudnia 1998                        | Rio de Janeiro                        | Brazylia                              | Metropolitan Arena                    |
| 4 grudnia 1998                        | Campinas                              | Brazylia                              | Estadio do Guarani                    |
| 5 grudnia 1998                        | São Paulo                             | Brazylia                              | Arena Anhembi                         |
| 6 grudnia 1998                        | Kurytyba                              | Brazylia                              | Pedreira Paulo Leminski               |
| 10 grudnia 1998                       | Santiago                              | Chile                                 | Stadio Velodromo                      |
| 12 grudnia 1998                       | Buenos Aires                          | Argentyna                             | Vélez Sarsfield Stadium               |